# 1997 UY14
1997 UY14 är en asteroid i huvudbältet som upptäcktes den 26 oktober 1997 av de båda japanska astronomerna Takeshi Urata och Yoshisada Shimizu vid Nachi-Katsuura-observatoriet.
Asteroiden har en diameter på ungefär 6 kilometer och den tillhör asteroidgruppen Koronis.